# Heliconius nubifer
Heliconius nubifer är en fjärilsart som beskrevs av Butler 1875. Heliconius nubifer ingår i släktet Heliconius och familjen praktfjärilar. Inga underarter finns listade i Catalogue of Life.